# Vlada Republike Hrvaške
Vlada Republike Hrvaške (hrvaško: Vlada Republike Hrvatske) je glavna izvršna veja oblasti na Hrvaškem. Vodi jo predsednik vlade. Predsednika vlade predlaga predsednik republike med tistimi kandidati, ki uživajo večinsko podporo v hrvaškem saboru; kandidata nato izbere parlament. Obstaja še 20 članov vlade, ki so podpredsedniki vlade, vladni ministri ali oboji; izbere jih premier in potrdi parlament (Sabor). Vlada Republike Hrvaške izvršuje svoja izvršilna pooblastila v skladu s hrvaško ustavo in zakonodajo hrvaškega sabora. Trenutno vlado vodi premier Andrej Plenković.
Po hrvaško-madžarski poravnavi leta 1868 so Kraljevina Hrvaška-Slavonija in vlada dežele ali uradno kraljevska hrvaško-slavonsko-dalmatinska vlada dežele (hrvaško: Zemaljska vlada ali Kraljevska hrvaško-slavonsko-dalmatinska zemaljska vlada) - na čelu s kronsko imenovano prepovedjo - bile ustanovljene. Ta vlada je obstajala do razpada Avstro-Ogrske in nastanka Kraljevine Srbov, Hrvatov in Slovencev leta 1918. Leta 1939 je bila ustanovljena Banovina Hrvaška, krona pa je imenovala šefa Banovine Hrvaške (Ban), vendar  pred drugo svetovno vojno ni bila oblikovana nobena učinkovita vlada. Leta 1943 je ZAVNOH ustanovil izvršni odbor, ki je deloval kot nova vlada. Komunistična Hrvaška, medtem ko je bila del komunistične Jugoslavije, je imela ločeno vlado (od 1953 do 1990, imenovano Izvršni svet, ki ga je imenoval Sabor) z omejenimi pooblastili (brez obrambe in zunanjih odnosov; to je bilo podobno kot pri vseh prejšnjih vladnih oblikah). Po prvih večstrankarskih volitvah in sprejetju sedanje hrvaške ustave leta 1990 je bila sprejeta sedanja vladna oblika in Stjepan Mesić je postal prva oseba, ki je vodil nekomunistično vlado (vendar s Hrvaško kot delom Jugoslavije), medtem ko je bil Josip Manolić prvi premier samostojne Hrvaške. Od konca komunistične vladavine je imela Republika Hrvaška štirinajst vlad, ki jih je vodilo dvanajst različnih premierjev. Hrvaška demokratična zveza je ustanovila devet vlad, tri Socialdemokratska stranka Hrvaške, eno je vodil nestrankarski premier, druga pa vlada narodne enotnosti (oblikovana med vrhuncem hrvaške neodvisne vojne).